# Prisahypnus
Prisahypnus là một chi bọ cánh cứng trong họ 
Elateridae.
Chi này được miêu tả khoa học năm 1979 bởi Stibick.

## Các loài
Các loài trong chi này gồm:
- Prisahypnus attenuatus (Broun, 1893)
- Prisahypnus frontalis (Sharp, 1877)